# بخش هالسبری
بخش هالسبری (به سوئدی: Hallsbergs kommun) یک ناحیه شهری در سوئد است که در شهرستان اوربرو واقع شده‌است.

## خواهرخوانده
شهرهای والگا، استونی و گیفهرن خواهرخوانده‌های بخش هالسبری هستند.